# Jenna Sheldon
Jenna Sheldon (27 ottobre 2003) è un'ex sciatrice alpina statunitense.

## Biografia
Specialista delle prove veloci attiva dall'agosto del 2019, in Nor-Am Cup Jenna Sheldon ha esordito il 18 novembre 2021 a Copper Mountain in slalom gigante, senza completare la prova, ha conquistato l'unico podio il 6 dicembre 2023 nella medesima località in discesa libera (2ª) e ha preso per l'ultima volta il via il 2 aprile 2024 a Panorama nella medesima specialità (10ª), ultima gara della sua carriera. Non ha debuttato in Coppa del Mondo e non ha preso parte a rassegne olimpiche o iridate.

## Palmarès

### Nor-Am Cup
- Miglior piazzamento in classifica generale: 24ª nel 2024
- 1 podio:
  - 1 secondo posto